# Benito Juárez, Veracruz
Benito Juárez là một đô thị thuộc bang Veracruz, México. Năm 2005, dân số của đô thị này là 16120 người.